# Willaston, Cheshire East
Willaston är en ort och civil parish i Storbritannien.   Den ligger i kommunen Cheshire East i riksdelen England.  Willaston är 230 km nordväst om huvudstaden London. Willaston ligger 53 meter över havet och antalet invånare är 2 540.
Terrängen runt Willaston är platt. Runt Willaston är det tätbefolkat, med 266 invånare per kvadratkilometer. Närmaste större samhälle är Newcastle under Lyme, 18,2 km öster om Willaston. Trakten runt Willaston består i huvudsak av gräsmarker.